# Guerra de Cochinchina
La guerra de Cochinchina, también llamada como expedición franco-española, fue una campaña militar que tuvo lugar en Cochinchina —la región meridional del actual Vietnam— entre 1858 y 1862 y que constituyó el inicio de la colonización francesa en Indochina. La operación fue emprendida por una coalición formada por el Segundo Imperio Francés y el Imperio español, que enviaron una serie de fuerzas expedicionarias a la península de Indochina con el pretexto de castigar a la Dinastía Nguyền por el asesinato de sacerdotes católicos —entre ellos los obispos españoles José María Díaz Sanjurjo (1857) y Melchor García Sampedro (1858)— que se habían producido en la zona en los últimos tiempos.

## Antecedentes
Durante el reinado de Isabel II, la presencia de España en Asia era casi la única presencia europea relevante junto con Portugal. España poseía dominios en la isla de Borneo, Guam y todo el archipiélago filipino. A finales del siglo XVI ya se planeaba la invasión de Champa, el centro del actual Vietnam, pero finalmente las autoridades españolas se decantaron por Camboya. El explorador Blas Ruiz y el portugués Diogo Veloso dirigieron una expedición a ese país que logró deponer al rey usurpador de Camboya y restaurar en el trono a la dinastía jemer exiliada en Laos. Además, comerciantes españoles trabajaban en la importación de especias y órdenes religiosas como los dominicos habían fundado misiones en toda Indochina, China y Japón. Por otro lado, desde finales del siglo xviii, Francia trataba de extender su imperio por Asia y, especialmente, por África, en competencia con los británicos, particularmente en zonas de influencia china como el Reino de Annam (posteriormente Vietnam).
El 10 de julio de 1857, en el Reino de Annam, varios católicos de la zona y misioneros españoles y franceses fueron asesinados, entre ellos el obispo de Platea, José María Díaz Sanjurjo. El 1 de diciembre, el ministro de Asuntos Exteriores francés comunicó a su homólogo español que el emperador Napoleón III había dado órdenes a la escuadra francesa en la zona para dirigirse frente a las costas del Reino de Annam y exigir de las autoridades de este garantías suficientes para sus ciudadanos. Igualmente solicitaba la participación de la flota española instalada en Filipinas, a lo que el Gobierno español accedió con un encendido ardor patriótico el 23 de diciembre.
España envió un contingente de unos 1600 soldados, en su mayoría filipinos, que partió de Manila al mando del coronel Carlos Palanca para apoyar la invasión de Cochinchina por el ejército francés. Que España se comprometiera en una expedición militar que obedecía a los intereses franceses de penetrar en Indochina y en la que no estaba en juego ningún interés vital español se debió a que, según Juan Francisco Fuentes, «Francia marcaba la pauta en la vida económica y cultural española, y también, en gran medida, en la política exterior». Aunque la expedición a Cochinchina pudiera justificarse por la proximidad de Filipinas y por los intereses coloniales españoles en Extremo Oriente, el principal motivo de aquel episodio fue «el interés de Napoleón III en poner las bases de una penetración colonial francesa en el sudeste asiático».

## Campaña

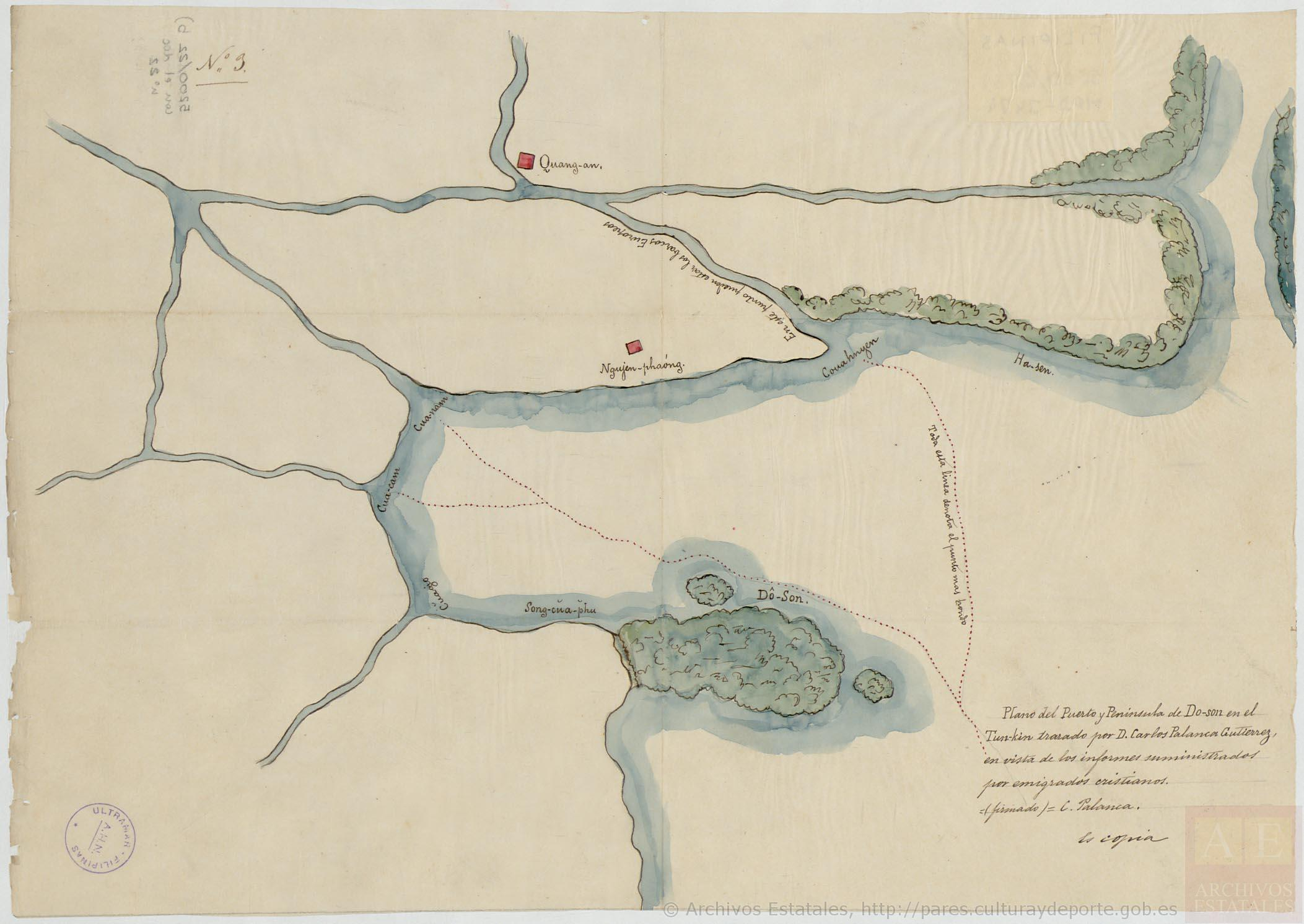
«Plano del Puerto y Península de Do-son en el Tun-Kin […] en vista de los informes suministrados por emigrados cristianos». Firmado C. Palanca.

En virtud de los tratados de la Cuádruple Alianza, Francia y España acordaron el envío de una expedición marítima de castigo a la zona que llegó el 31 de agosto de 1858. Al mando de las unidades españolas se nombró al coronel Bernardo Ruiz de Lanzarote. España envió el vapor de guerra Jorge Juan, al que se unieron más tarde la corbeta Narváez y la goleta Constancia en 1860, un regimiento de infantería, dos compañías de cazadores, tres secciones de artillería y fuerza auxiliar. De esta forma, y desde Manila, se hizo a la mar la flota española uniéndose a la francesa, compuesta por una fragata, dos corbetas de hélice, cinco cañoneros y cinco transportes con tropas, comandada por el contraalmirante Rigault de Genouilly.

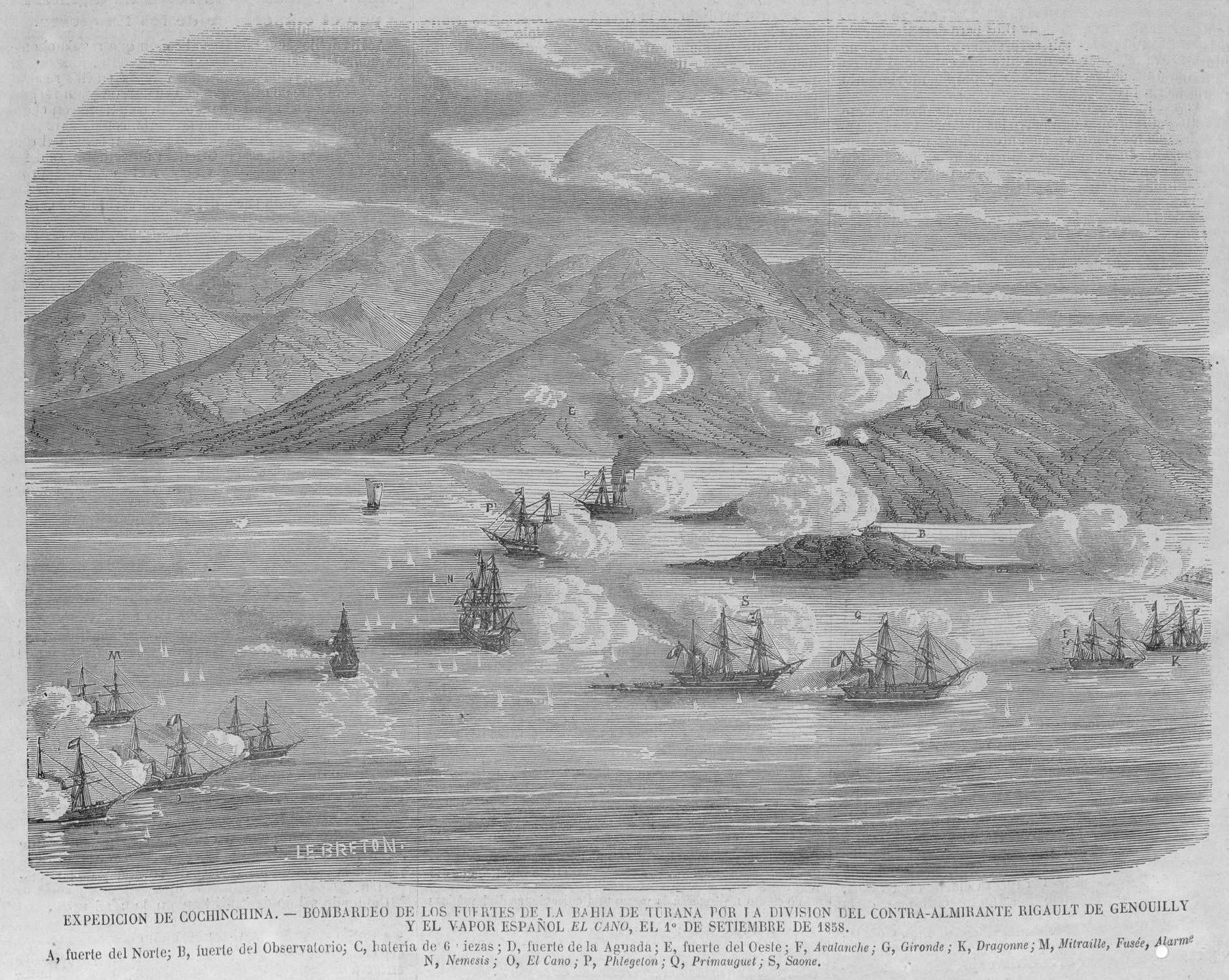
Bombardeos de los fuertes de la bahía de Turana por la división del Contra-Almirante Rigault de Genouilly el el vapor español El Cano el 1º de Septiembre de 1858
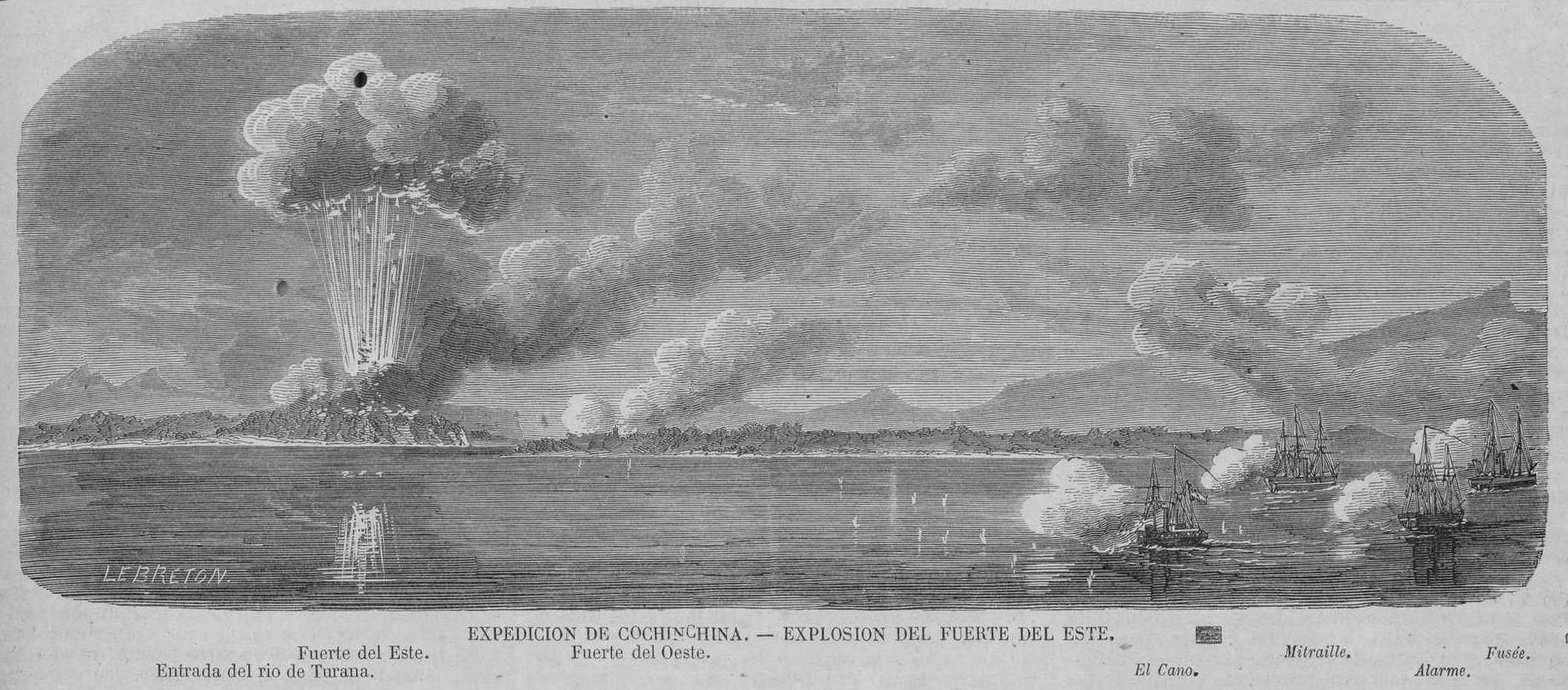
Expedición de Cochinchina. Explosión del fuerte del Este 1858
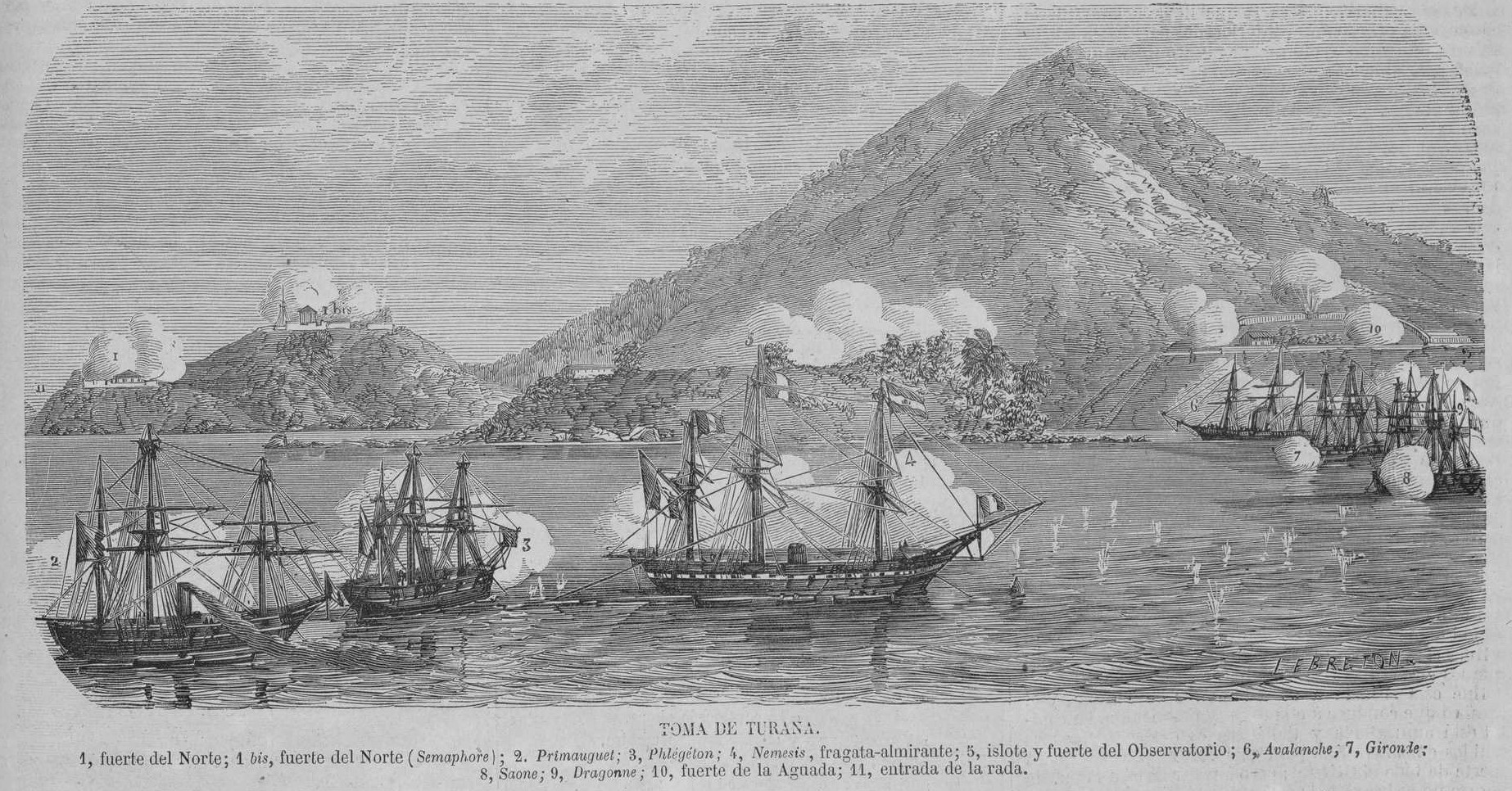
Toma de Turana 1858
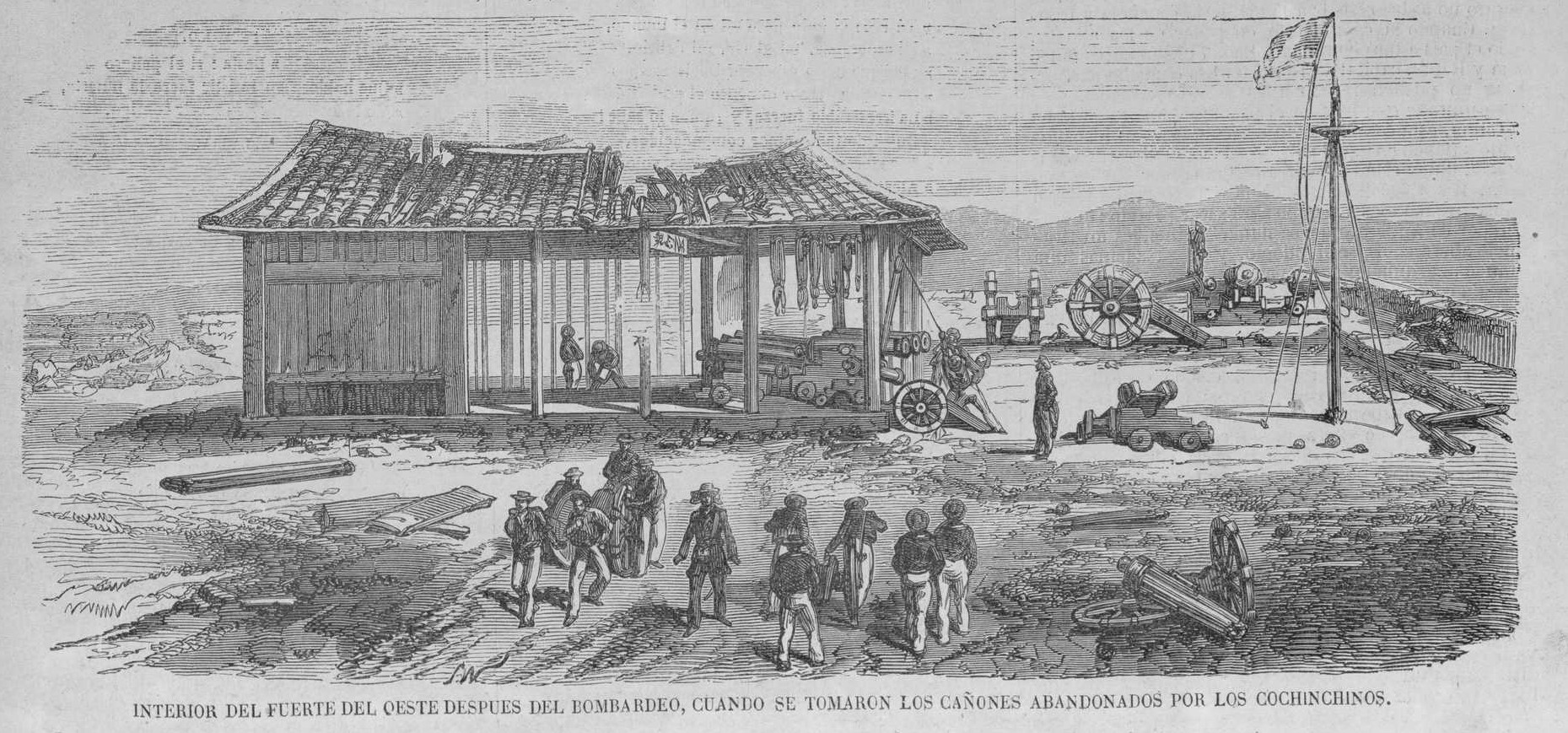
Interior del Fuerte del Oeste después del Bombardeo, cuando se tomaron los cañones abandonados por los cochinchinos

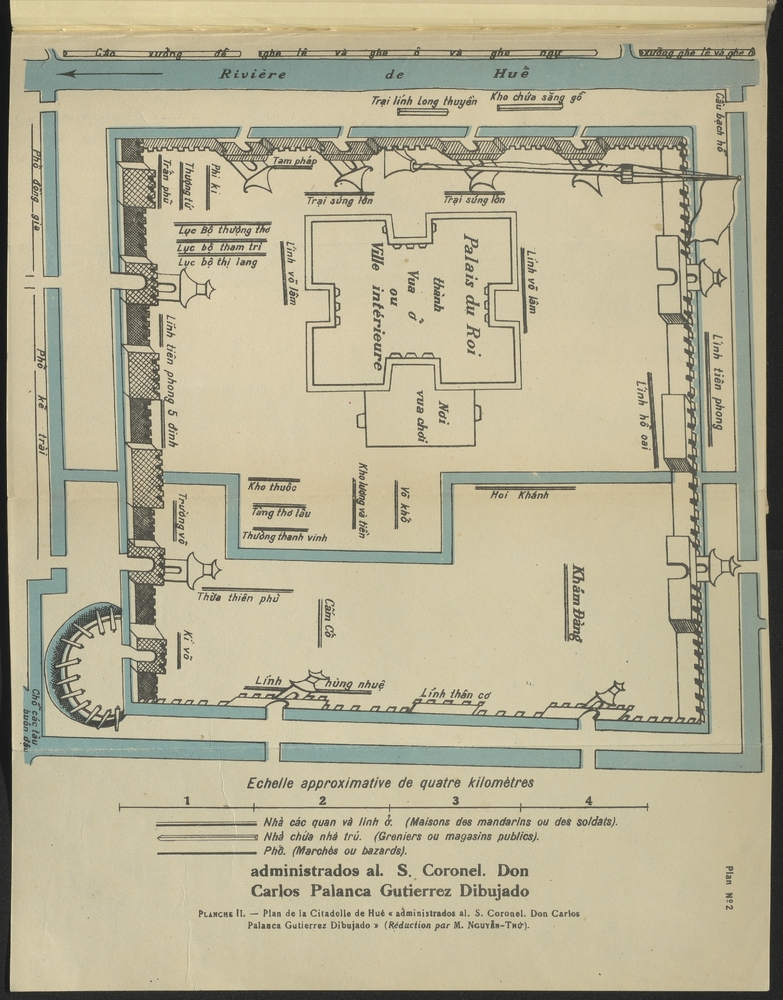
Plano de Hue por Carlos Palanca

Primero atacaron la bahía de Turana con la intención de capturar la capital, Huế, cosa que no consiguieron.  

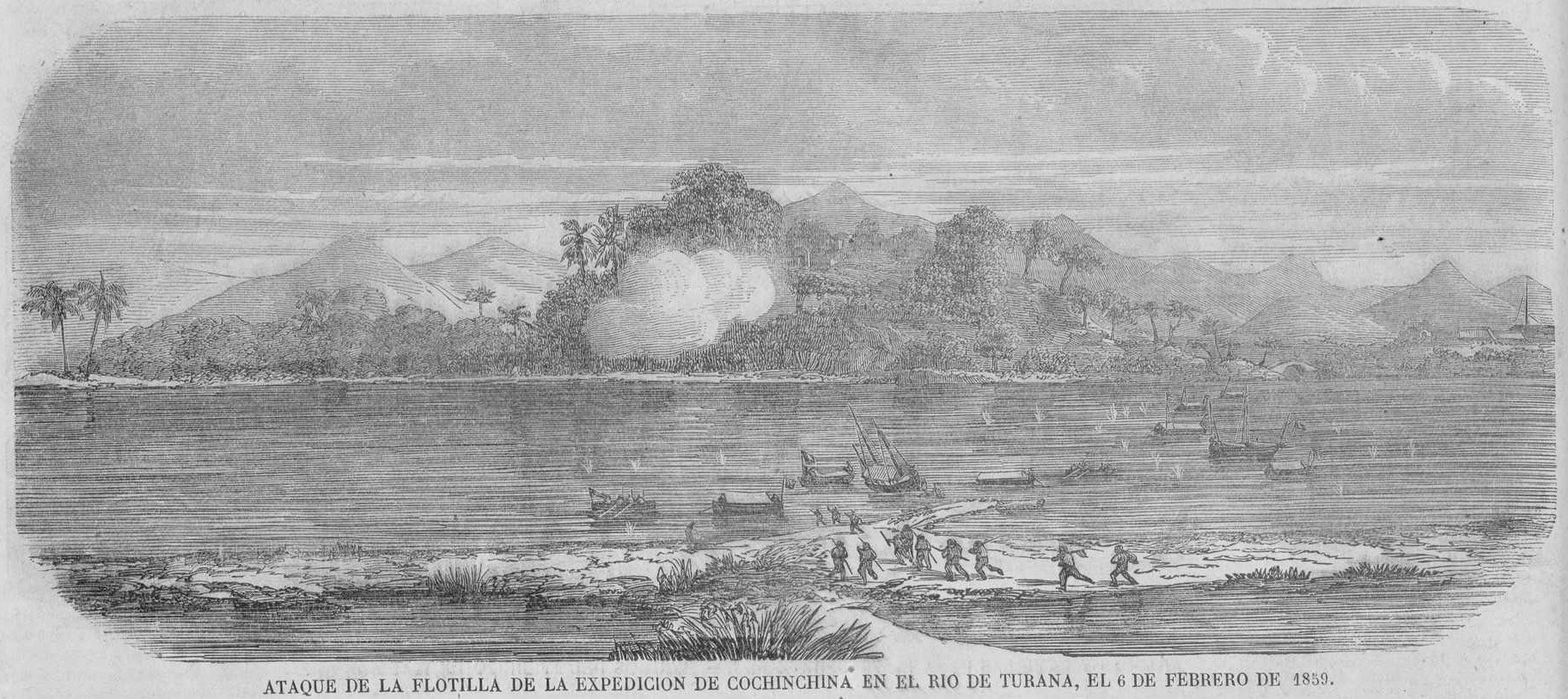
Ataque de la flotilla de la expedición de Cochinchina en el rio de Turana el 6 de Febrero de 1859
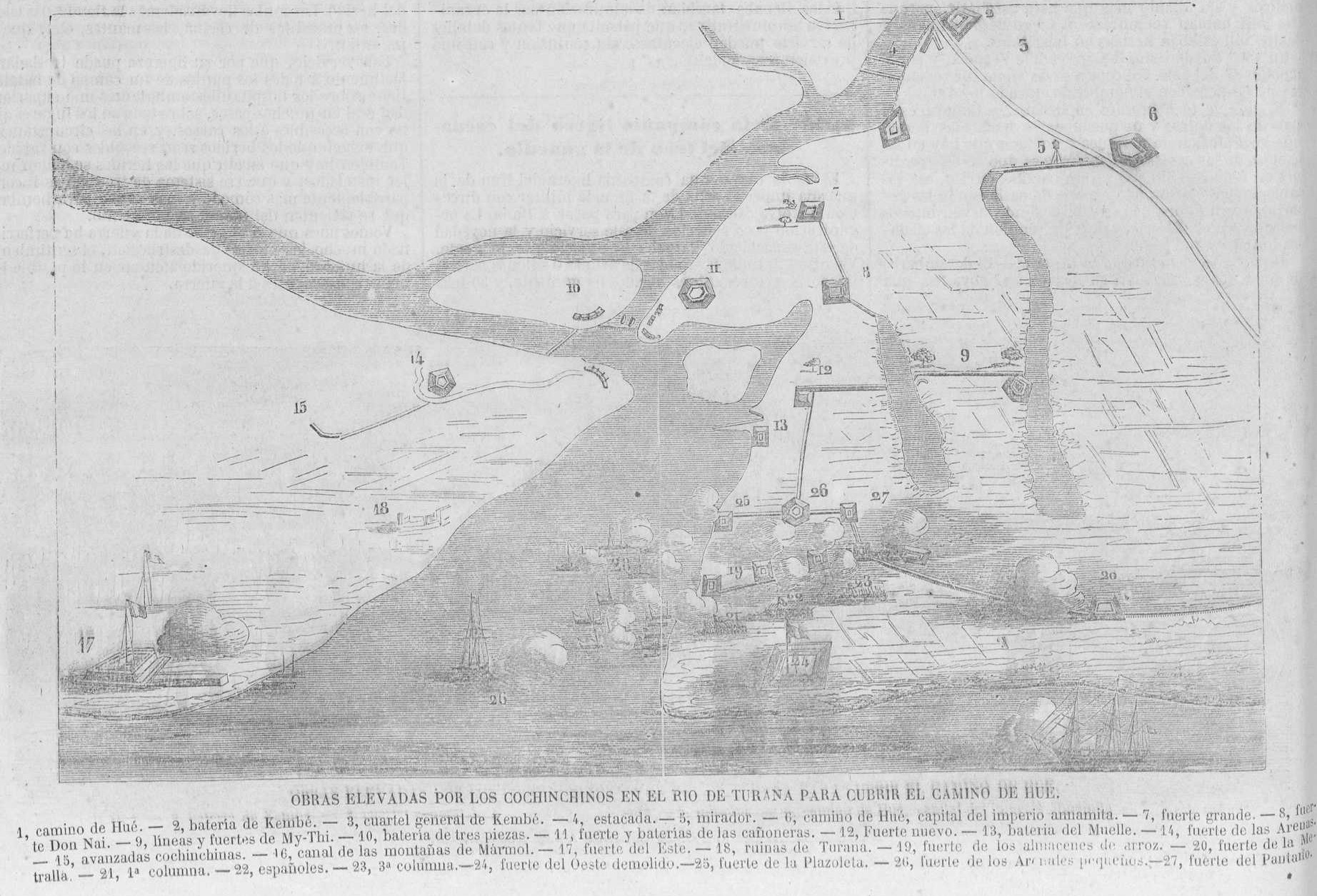
Obras elevadas por los conchinchinos en el río de Turana para cubrir el camino de Hue

Después la flota combinada se dirigió a Saigón, que asaltó el 17 de febrero de 1859. 

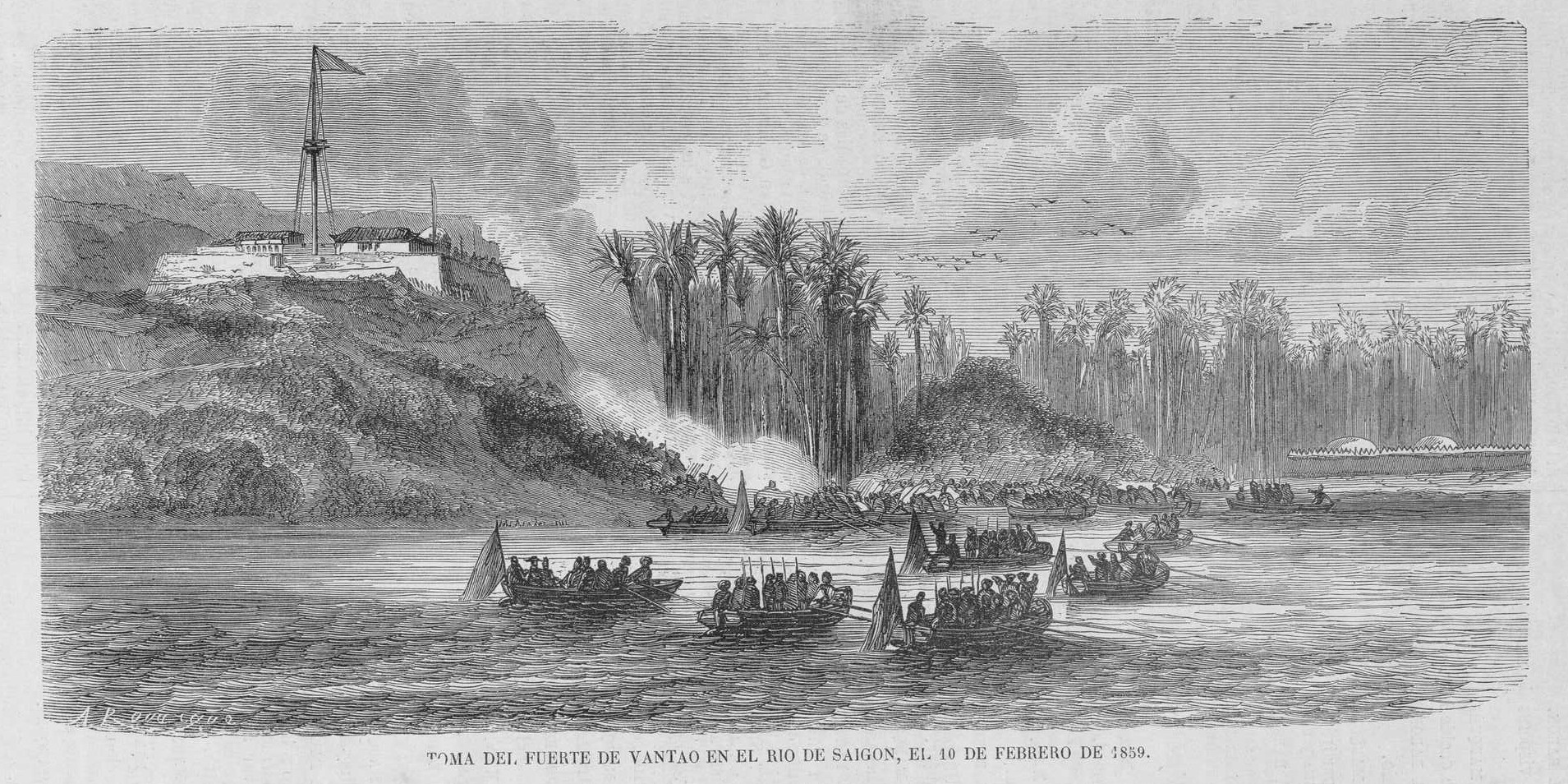
Ataque al fuerte de Vantao en el río Saigon, el 10 de febrero de 1859
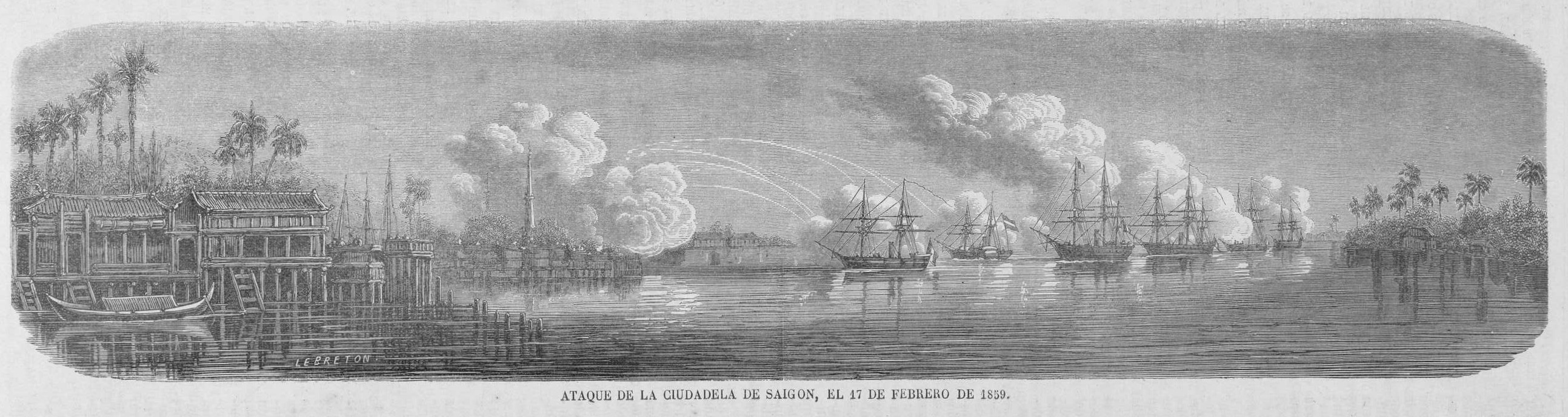
Ataque a la ciudadela de Saigón, el 17 de febrero de 1859
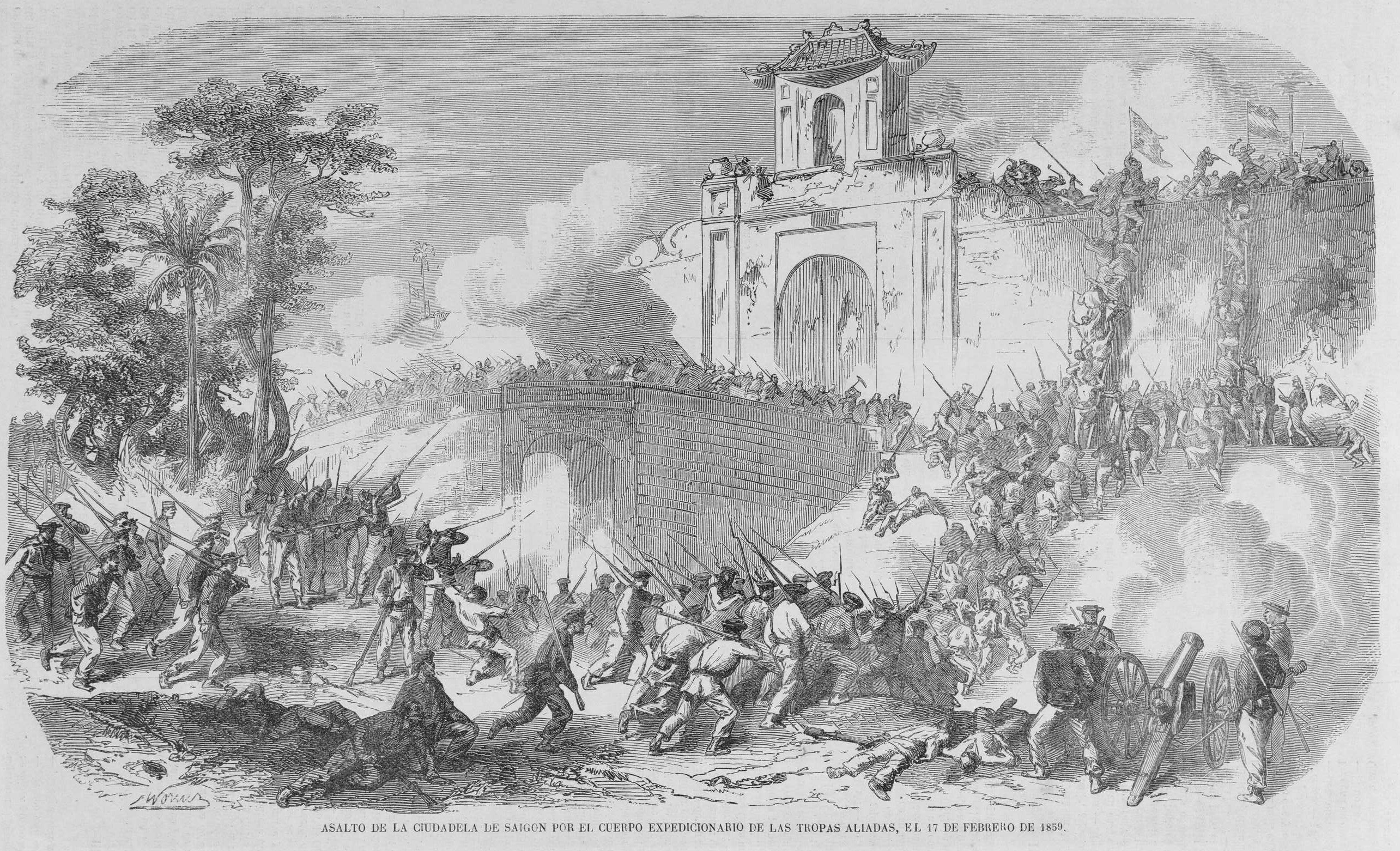
Asalto a la ciudadela de Saigón por el cuerpo expedicionario de las tropas aliadas, el 17 de febrero de 1859
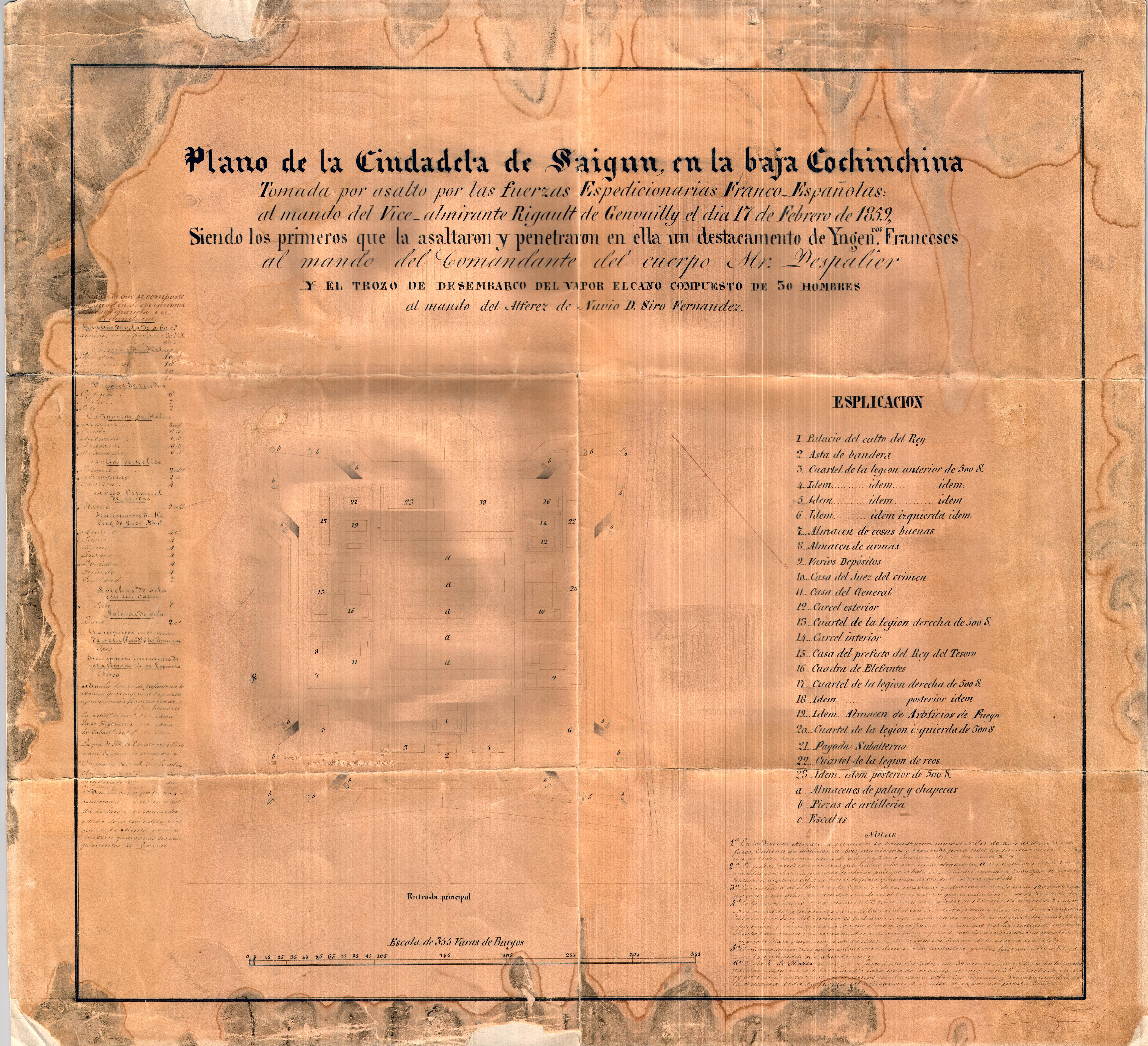
Plano de la ciudadela de Saigun, en la baja Cochinchina : tomada por asalto por las fuerza espedicionarias Franco-Españolas al mando del Vice-almirante Rigault de Genvuilly el día 17 de Febrero de 1859, siendo los primeros que la asaltaron y penetraron en ella un destacamento de Yngenros. Franceses al mando del Comandante del cuerpo de Mr. Despalier y el trozo de desembarco del vapor Elcano compuesto de 30 hombres al mando del alferez de Navio D. Siro Fernandez

Durante seis meses la ciudad fue sitiada por los annamitas contra apenas 900 hombres (800 franceses y 100 españoles) para defenderla hasta la llegada de refuerzos franceses. Mientras tanto, el nuevo jefe de la expedición que sustituyó a Genouilly, François Page, ordenó la retirada de las tropas españolas no acantonadas en Saigón, sin previa consulta al Gobierno español. El teniente coronel Carlos Palanca Gutiérrez permaneció en la zona, mientras el coronel Ruiz de Lanzarote regresaba a Manila. Sobre el desarrollo de esta campaña militar, Carlos Palanca escribió su Reseña histórica de la expedición de Cochinchina, una de las fuentes militares más importantes para el estudio de la participación de España en la guerra librada en el reino de Annam.
El 23 de marzo de 1862 se daba por concluido el conflicto, tras la conquista del área de influencia en la zona meridional del país conocida como Cochinchina.

## El tratado de paz de 1862[8]

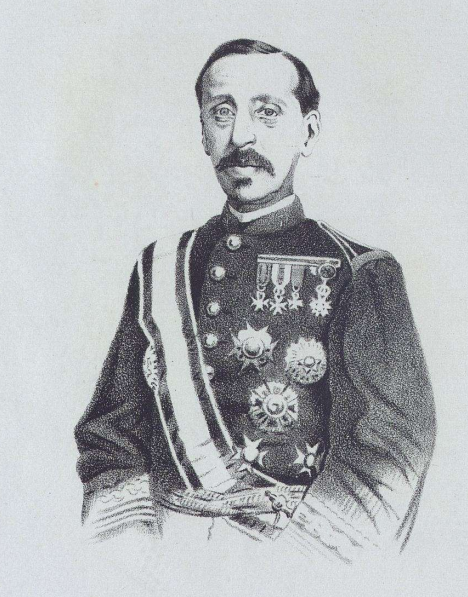
Carlos Palanca Gutiérrez

El 5 de junio de 1862 se puso fin a la guerra con la firma de un tratado de paz entre Francia y el rey de Annam en el que, según Fuentes (2007, p. 220), no hubo participación española. El resultado fue que Francia comenzó su penetración colonial en Indochina con la concesión de tres provincias, mientras que España solo recibió una indemnización económica 234 250 pesos estimadas en un sexto del coste financiero total (que se estima que ascendió a 1086,219 pesos y 23 céntimos) y algunos derechos comerciales, pero ningún territorio importante, ni siquiera un puerto desde donde enviar culís chinos a Cuba en régimen de semiesclavitud, lo que constituía una de las aspiraciones españolas. El Gobierno francés solo le entregó al español un territorio de 4 kilómetros cuadrados (el actual parque de Bach Tung Diep en Ho Chi Minh) que, sin darle ningún uso en 60 años, «devolvió» a Francia en 1922. Según Becker, «España procedió con verdadera candidez, de lo cual se aprovechó Francia para recabar todas las ventajas».
En la documentación del Ministerio de Ultramar se pueden ver las copias del mismo con Carlos Palanca como plenipotenciario español conteniendo sus 12 artículos (págs. 993 a 995).

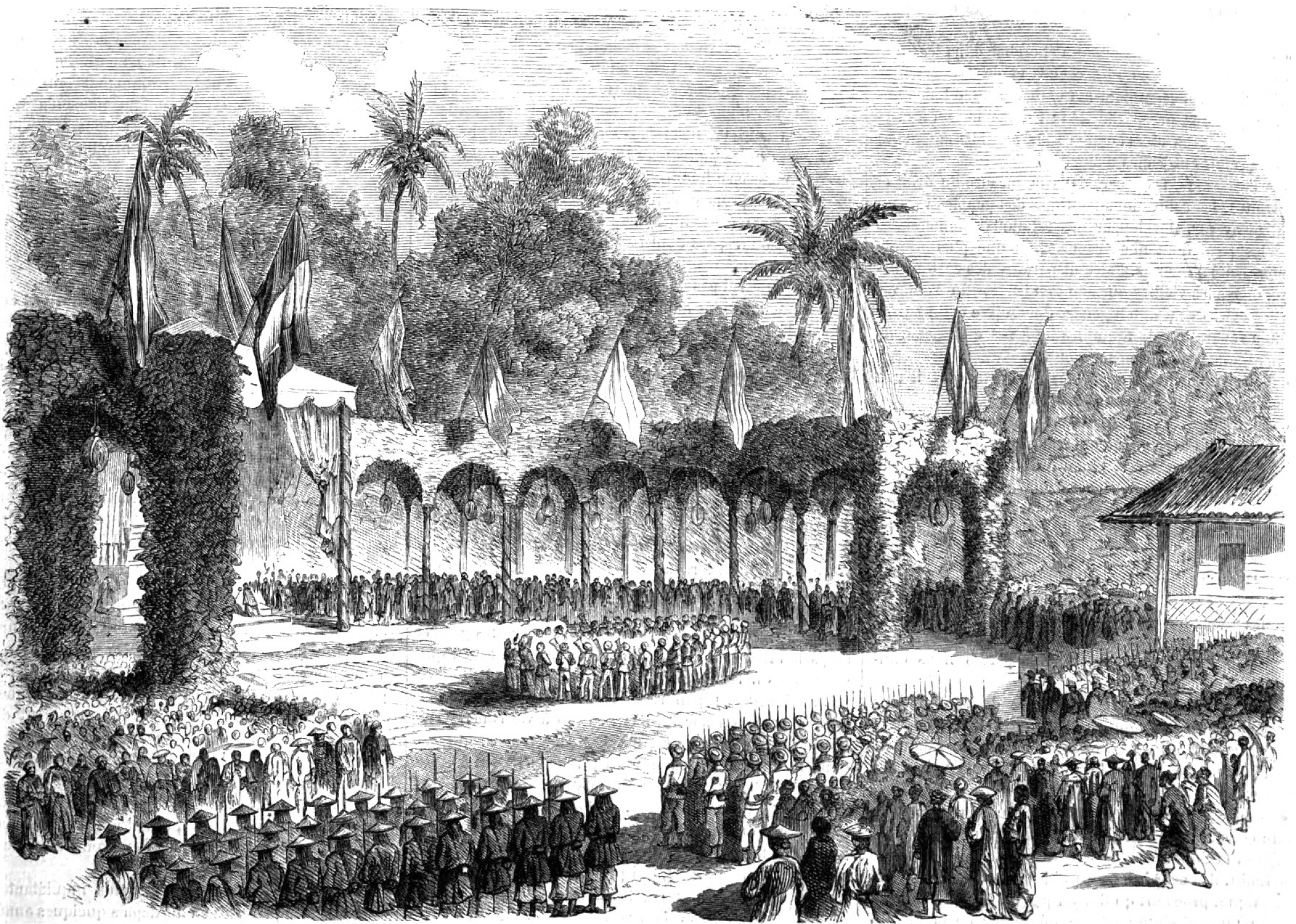
Celebración de la fiesta de la Reina de España en Saigón, grabado del 17 de enero de 1863, publicado en L'Illustration

## Cultura
En lenguaje popular dará lugar a la palabra "Conchinchina" para referirse a un lugar lejano no muy preciso. Este ambiente exótico y lejano dará también lugar a varias composiciones musicales o teatrales como:
- Esmenjaud, Víctor (texto); Corbián, José Ramón (música) (1859) Los mártires de Conchinchina: zarzuela en tres actos y en verso Valladolid
- Ariño, Rafael (1863) Un heroe de Cochinchina comedia en un acte en valensiá y en vers Valencia : Imprenta de Chuan Mariana y Sanz,
- Arrieta, Emilio (ca. 1875) Un viaje a Conchinchina